# Рогатинське Опілля

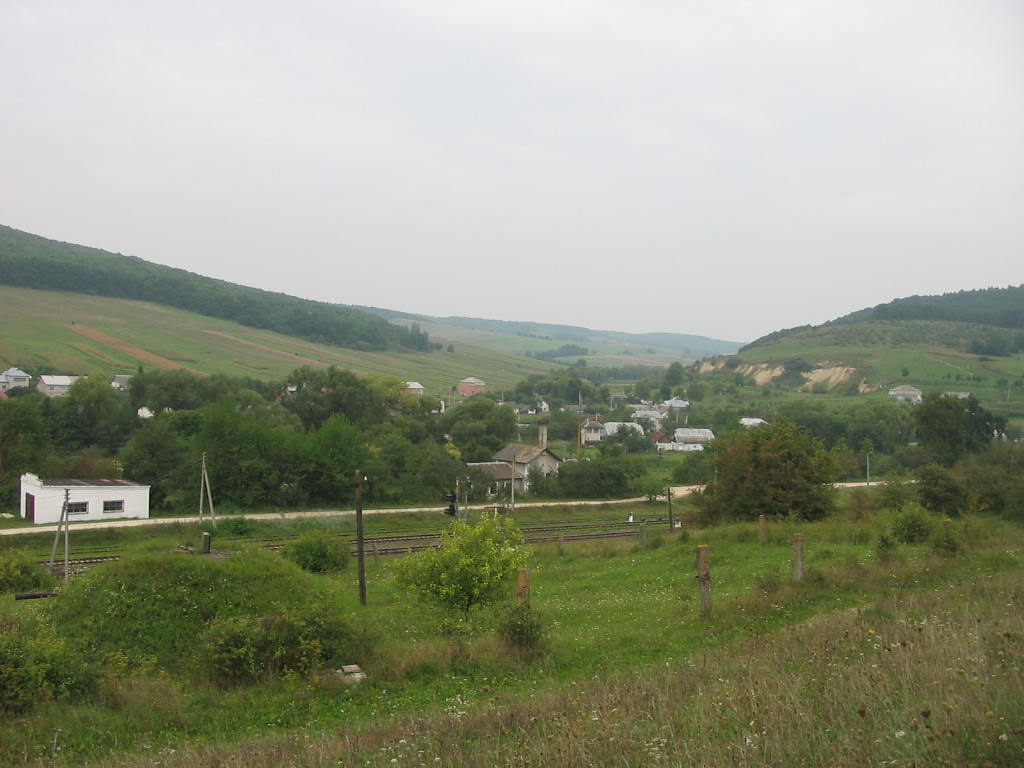
Рогатинське Опілля біля села Підвисоке (Тернопільський район)

Рогати́нське Опі́лля — назва однієї з частин Опілля (частина Подільської височини). Розташоване в межах Львівської, Івано-Франківської та Тернопільської областей. Простягається з північного заходу на південний схід від річки Бібрки (за іншими даними від річки Свірж) до річки Золотої Липи (за іншими даними до річки Наріївки). На заході межує з Львівським Опіллям, на півночі — з Гологорами, на північному сході з Перемишлянським низькогір'ям, на південньому заході та півдні з Ходорівським та Бурштинським Опіллям. 
Переважає горбисто-пасмовий рельєф з висотами 320—380 м (максимальна — 435 м). Складається з мергелів, вапняків та пісковиків, перекритих лесоподібними суглинками. Долини річок Гнила Липа, Студений Потік, Свірж та інші заболочені. Багато лісів (зокрема на північ від міста Рогатина), переважно дубових та дубово-грабових. Також чимало орних земель і лук, особливо в околицях населених пунктів та в прирічкових долинах. 
- Рогатинське Опілля, середня частина якого розташована в околицях Рогатина, деякі джерела помилково називають Бурштинським Опіллям. І навпаки, Бурштинське Опілля (частина Опілля в районі міста Бурштина) разом з Ходорівським Опіллям називають Рогатинсько-Ходорівським Опіллям.